# مارك جاتس
مارك جاتس (بالإنجليزية: Mark Gatiss)‏ هو ممثل و كوميدي، و روائي، ولد و ترعرع بمدينة دورهام في إنجلترا. وكاتب سيناريو وروائي. معروف كونه عضو من الفريق الكوميدي رابطة المحترمين، وقد كتب ومثل في مسلسلي دكتور هو وشرلوك، بدور اخ شرلوك وكان أحد صناع مسلسل شرلوك.

## وصلات خارجية
- مارك جاتس على موقع IMDb (الإنجليزية)
- مارك جاتس على موقع ألو سيني (الفرنسية)
- مارك جاتس على موقع ميوزك برينز (الإنجليزية)
- مارك جاتس على موقع أول موفي (الإنجليزية)
- مارك جاتس على موقع قاعدة بيانات الأفلام السويدية (السويدية)
- مارك جاتس على موقع إن إن دي بي (الإنجليزية)
- مارك جاتس على موقع ديسكوغز (الإنجليزية)
- مارك جاتس على موقع قاعدة بيانات الفيلم (الإنجليزية)
- مارك جاتس على موقع كينوبويسك (الروسية)

مارك جاتس  على قاعدة بيانات الخيال التأملي على الإنترنت